# Kerstin Hesselgren
Kerstin Hesselgren, även känd som Kerstin den Första, född 4 januari 1872 i Hofors, Gästrikland, död 19 augusti 1962 i Kungsholms församling i Stockholm, var en framstående svensk politiker (liberal). Hon var den första kvinnan i riksdagens första kammare, Sveriges första kvinnliga bostadsinspektör, skolköksinspektör och yrkesinspektör samt en framstående internationell politiker aktiv i Nationernas förbund, ILO och ICW.
Kerstin Hesselgren var även ordförande för Frisinnade kvinnor, en av grundarna av Kvinnliga medborgarskolan vid Fogelstad och ordförande i Svenska Kvinnors Nationalförbund. I riksdagen arbetade hon framför allt med socialpolitik och för att uppnå jämställda arbetsvillkor mellan män och kvinnor, men hon var även engagerad i utrikespolitiska frågor.

## Barndomen och ungdomsåren
Kerstin Hesselgren föddes 1872 som äldsta barn till provinsialläkaren Gustaf Hesselgren (1832–1897) och Maria Margareta Wærn (1848–1910). Sammanlagt bestod syskonskaran av tre pojkar och tre flickor: Kerstin Hesselgren var äldst och följdes av syskonen Hugo, Carl, Greta, Erik och Ingrid. Fadern var ofta ute på sjukresor till patienter om han inte hade mottagning hemma i doktorsvillan. Han hade ett omfattande distrikt som sträckte sig mellan Gävle och Falun och från Krylbo till Ockelbo. Fadern hade studerat och arbetat mycket utomlands, bland annat hade han studerat vid Sorbonneuniversitetet i Frankrike, och hade ett intresse av internationella frågor livet ut. På äldre dar beskrev Kerstin Hesselgren honom som konservativ. Han ansåg att kvinnors naturliga plats var i hushållet, en åsikt som dock inte hindrade att han kunde beundra sin mormor som på egen hand hade drivit ett pappersbruk.
 

Kerstin Hesselgren mor kom från en akademisk och liberal familj. Morfadern var bruksägaren Lennart Wærn,  som även var riksdagsledamot. Morfadern betydde mycket för henne under uppväxten och han besökte ofta Hofors.

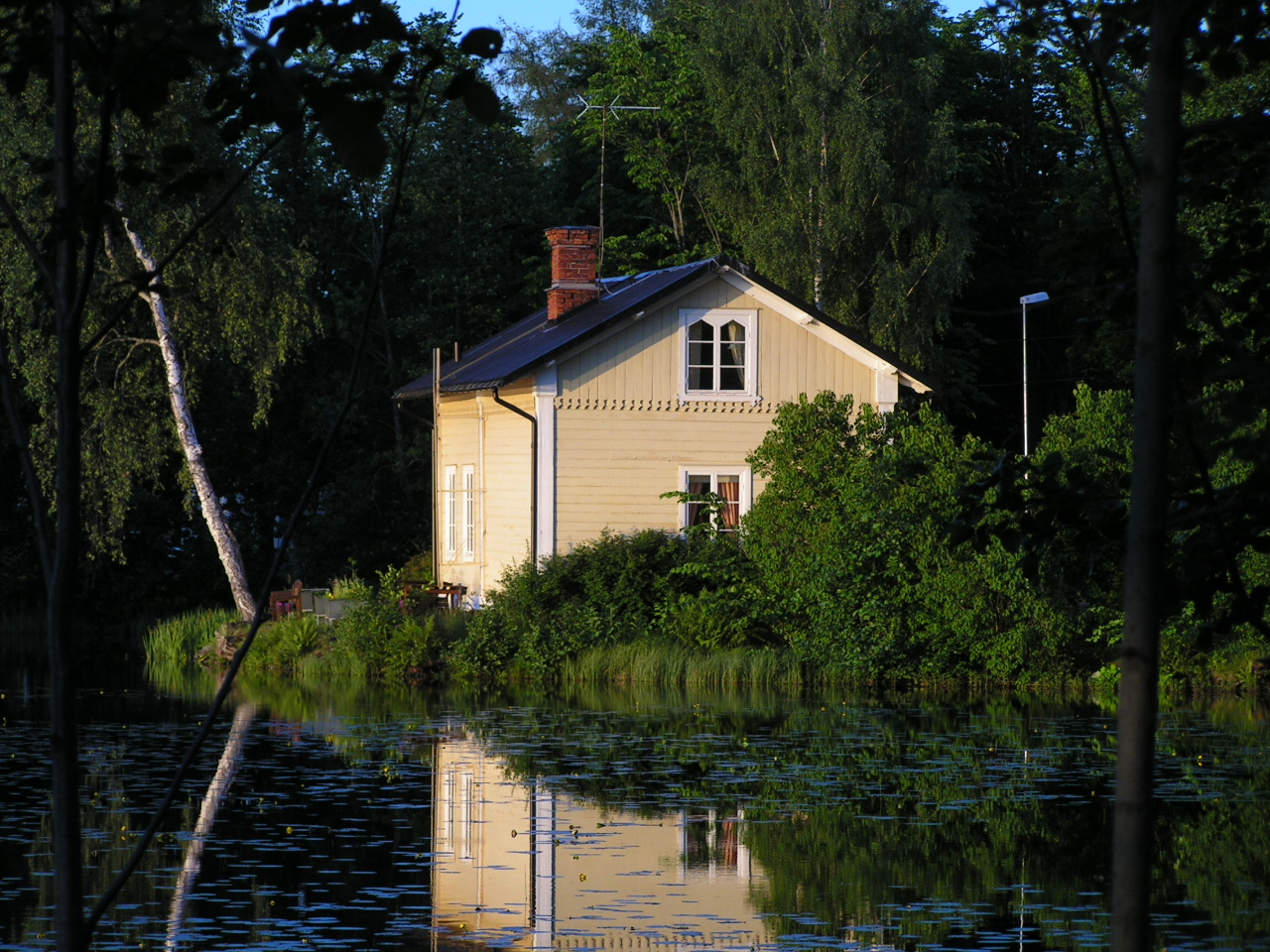
Hammardammen i Hofors, i närheten av där Kerstin Hesselgren växte upp.

Familjen Hesselgrens liv på landet präglades även av friluftsaktiviteter som utflykter, simturer och skidåkning. Eftersom huset låg nära Hoån och Hammardammen i Hofors så fick alla barnen tidigt lära sig att simma. Familjen Hesselgren var en av Hofors mer bemedlade familjer och umgicks ofta med herrgårdsfamiljen Lilliehöök, inte minst därför att Kerstin Hesselgrens mor och fru Lilliehöök var systrar. Friluftslivet innebar att flickorna i familjerna precis som pojkarna fick leka fritt och klä sig som de ville, tvärtemot de då rådande könsrollerna.

### Klassamhälle och tidig undervisning
Klasskillnaderna i Hofors, inte minst kopplat till järnbruket, var inget Hesselgren reflekterade över under uppväxten eller i sin ungdom. Inte minst fanns det skillnader mellan olika arbetaryrken, där smederna stod högt i rang. Senare i livet kom hon att reflektera över de skillnader som fanns, där familjerna Hesselgren och Lilliehöök hade en privilegierad ställning. Deras liv "vilade på 'den villiga och billiga arbetskraften som inte räknade arbetstid'", som hon uttryckte sig. Arbetet på järnbruket förändrades så småningom från en gammal patriarkal modell mot att bli mer av en industri. Särskilt kriserna under den långa depressionen skyndade på utvecklingen, då järnbruket gick från familjeföretag till att ägas av Enskilda banken (dagens SEB). Bruket i Hofors hade problem med sin lönsamhet, vilket så småningom ledde till en större strukturomvandling. De slitningar som industrialiseringen innebar för hela samhället, inte bara Hofors, kom att påverka Hesselgrens sociala och politiska engagemang (även internationellt) framöver.

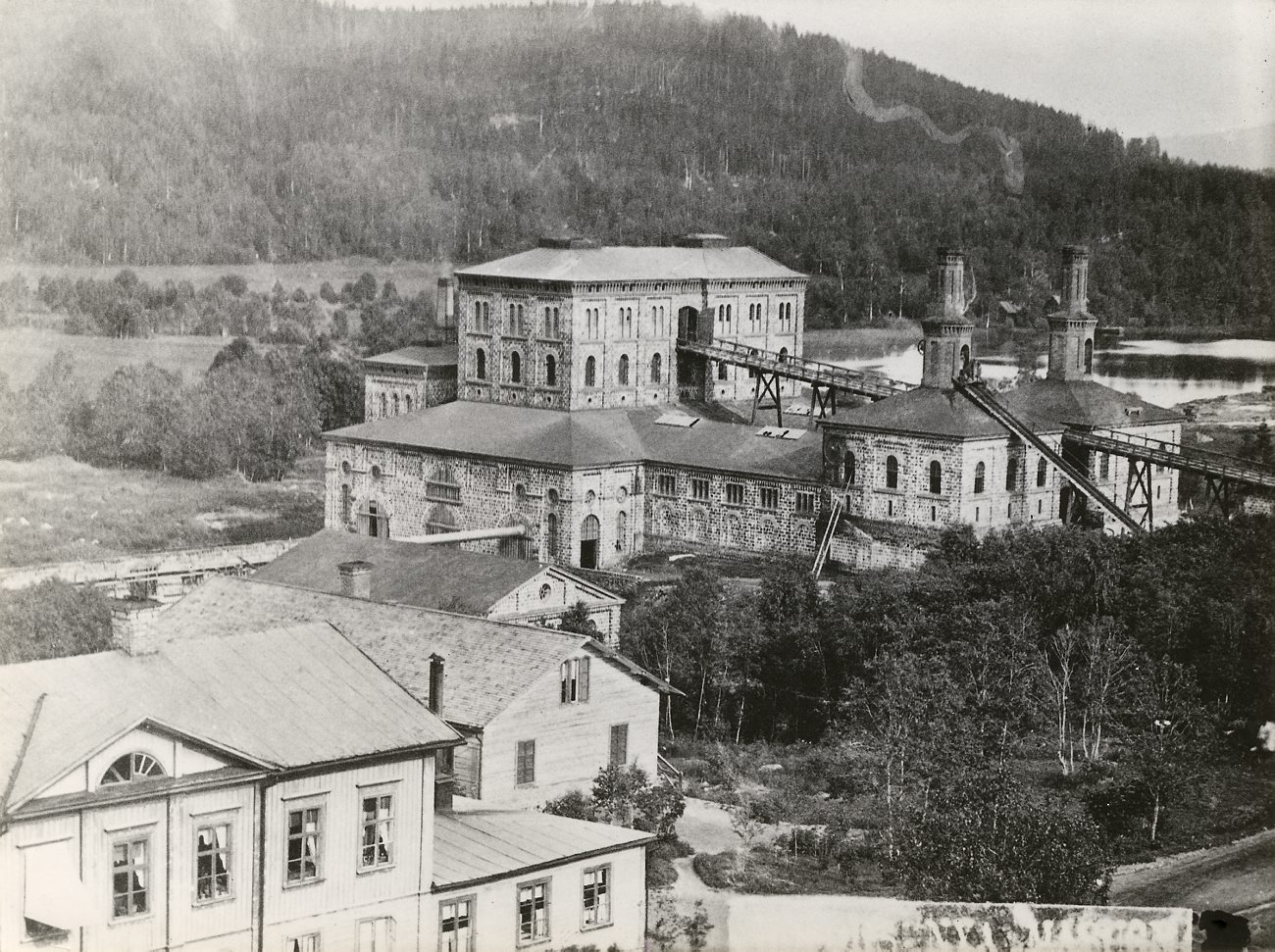
Järnbruket i Hofors, runt sekelskiftet 1900

Kerstin Hesselgren undervisades huvudsakligen i hemmet. Hennes mor lärde henne att läsa och under uppväxten hade Kerstin flera guvernanter. Dessutom undervisades hon i engelska av sin moster och fick lära sig latin och matematik av brödernas informatorer. Utöver de teoretiska ämnena hade Kerstin även fått lära sig att spela piano, måla, brodera och praktiska kunskaper som krävdes för att ta hand om ett hushåll. I bokhyllorna fanns det gott om litteratur från alla nordiska länder och även internationella tidningar på franska och tyska. Kerstin fick tid att bekanta sig med frågor om medicin, hygien och sociala förhållanden när hon följde med fadern på sjukbesök. Eftersom fadern även hade mottagning i hemmet fanns det nästan alltid någon som väntade i farstun för en läkarbedömning. Hesselgren ville gärna bli läkare som sin far, men stötte på hårt motstånd från omgivningen som ansåg att yrket var opassande för en kvinna. Familjen ansåg dessutom att det skulle bli för ansträngande för henne att ta studenten och sedan studera vidare, eftersom de menade att hon var sjuklig och löpte risk att få tuberkulos.

## Studier utomlands och yrkesutbildningar

### Pensionsutbildning i Schweiz
Efter att ha gjort vissa ekonomiska avvägningar bestämde Hesselgrens föräldrar för att betala för en utbildning utomlands. Året 1889–1890 vistades hon således i Schweiz och studerade engelska, tyska, franska och konst på en flickpension i Neuville i utkanten av staden Neuchâtel. Under resan till Schweiz passerade hon Danmark och Tyskland och tog tillfället att se så många sevärdheter som möjligt. Tiden på pensionen blev svår för Hesselgren av flera anledningar. Inte minst hade hon svårt att komma överens med föreståndarinnan och dennas många och invecklade regler. Hesselgren skrev hem så ofta hon kunde och vittnade om en stor hemlängtan och saknad efter familjen. Språkkunskaperna hon förvärvade under pensionstiden skulle hon dock komma att ha nytta av i sitt internationella arbete. De utflykter som Hesselgren och de andra flickorna på pensionen gjorde blev en ventil för henne och hon uppskattade även de dagliga promenaderna. Samtidigt gjorde det kalla pensionsrummet henne sjuk och gav henne bland annat frostknölar på fötterna och inflammation i lymfkörtlarna på halsen. Hennes menstruation upphörde också under pensionstiden. Vid julen 1889 hade inflammationen i halsen förvärrats, varpå pensionens föreståndarinna skickade henne till ett sjukhus i Bern. Där genomgick hon en omfattande operation där körtlarna på halsen avlägsnades. Operationen lämnade efter sig stora ärr på halsen, vilka hon för resten av livet kom att dölja med en scarf eller halskrås.

### Fältskär och skolkökslärare

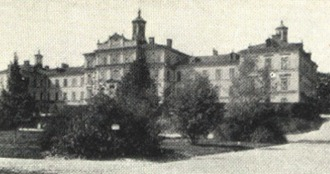
Akademiska sjukhuset i Uppsala, 1920

I juli 1890 återvände Hesselgren hem till Sverige. De tidigare planerna på att ta studenten och bli läkare hade hon gett upp under tiden på flickpensionen. Hon ville dock varken bli hemmadotter eller arbeta som guvernant och frågan kvarstod alltså vad hon ville bli. Lägligt hade Fredrika Bremerförbundet nyligen kommit med ett förslag till en distriktssköterskeutbildning som innefattade en sjuksköterskeutbildning och avslutades med en fältskärsexamen. Detta innebar sju månaders sjuksköterskestudier för Hesselgren vid Akademiska sjukhuset i Uppsala, som kompletterades med studier i fysiologi, anatomi och praktik på Stockholms polikliniker (ungefär vårdcentraler). I utbildningen ingick även att lära sig att raka, vilket hon gjorde genom att öva på portvakterna där hon bodde. Hesselgren blev tillsammans med sina kurskamrater den sista årgången fältskärer som examinerades den 17 april 1895. Intressant nog var hon många år senare själv med och röstade genom det riksdagsbeslut som formellt tog bort fältskärsexamen från utbildningsväsendet. Hennes nyligen avslutade utbildning som fältskär i kombination med sina upplevelser av bristande hygien i Hofors innebar att Hesselgren vid det här laget började kalla sig hälsovårdsapostel. Hon tyckte att hon hade hittat sin uppgift i livet, att hjälpa människor till ett bättre liv genom förbättrad hygien och sociala levnadsförhållanden.
Efter studierna vid Akademiska sjukhuset läste hon på inrådan av sin morbror Leonard Wærn – som var rektor på Högre lärarinneseminariet i Stockholm – en pionjärkurs i huslig ekonomi (ungefär dagens hem- och konsumentkunskap) vid hans skola. Studierna blev dock inte vad hon hade väntat sig, själv beskrev hon det som att hon lärde sig teoretisk matlagning och dessutom i miniatyrskala jämfört med matlagningen i barndomshemmet. Under utbildningens gång kom Hesselgren att uppskatta att lära sig mer grundligt om matlagning och att hushålla med knappa resurser, inte minst tack vare att lärarna var engagerade i ämnet. När hon 1896, efter åtta månaders studier, tog examen kunde hon titulera sig skolkökslärarinna. 1897 reste hon vidare till Kassel i Tyskland för att bygga vidare på sina kunskaper hos Auguste Förster i dennes Kochschule des Frauenbildungsvereins. Förster hade gjort sig ett namn i Tyskland och internationellt genom att utbilda tyska kvinnor för att ge dem ett alternativ till den traditionella kvinnorollen som i Tyskland beskrevs som "Kinder, Küche, Kirche" (tyska för "Barn, kök, kyrka"). Hesselgren tillskansade sig vissa nya rön, men trivdes inte med kursens mycket detaljerade och invecklade struktur. Varje lektion, liksom hur eleverna skulle stå och tala, var reglerat i minsta detalj. Kursen avslutades med praktik på en ny lanthushållsskola där hon fick undervisa i kemi och hygien. Vistelsen i Tyskland fick sitt slut samma år (1897) i samband med att Kerstins far Gustaf insjuknat och strax därpå avlidit. När hon kom hem till Sverige fick Hesselgren en tjänst som föreståndarinna för på Hushållsskolan i Stockholm som hennes båda lärare på kursen i huslig ekonomi hade ordnat åt henne. Hon arbetade där mellan 1897 och 1906.

### Utbildning i England
Samtidigt som hon ledde hushållsskolans arbete fortsatte hon att vidareutbilda sig. Hennes ekonomiska situation var begränsad, men tack vare ett stipendium från Patriotiska sällskapet kunde hon vid sekelskiftet göra en längre studieresa till Belgien, Skottland och England för att studera hygien och hälsovård. Under resan hörde hon talas om Bedford College – som var knutet till Londons universitet – och där man utbildade kvinnliga yrkes- och bostadsinspektörer. England och Frankrike var de länder som först öppnade för kvinnor att läsa den här utbildningen. 1902 bestämde hon sig för att resa till London, med hjälp av stipendium från Fredrika Bremer-förbundet, för att under tre år studera till yrkes- och bostadsinspektör. Precis som i Schweiz blev Hesselgrens utlandsvistelse bitvis svår, med kulturkrockar och dåligt uppvärmda lokaler. Mellan studierna försökte hon att se så mycket hon kunde av England, bland annat besökte hon Folkestone som hon blev väldigt förtjust i. Ämnena hon studerade spände över många olika discipliner. Hon läste hygien, fysiologi, bakteriologi, kemi, fysik, meteorologi, m.fl. Studierna bestod även av laborationer och demonstrationer av olika slag.

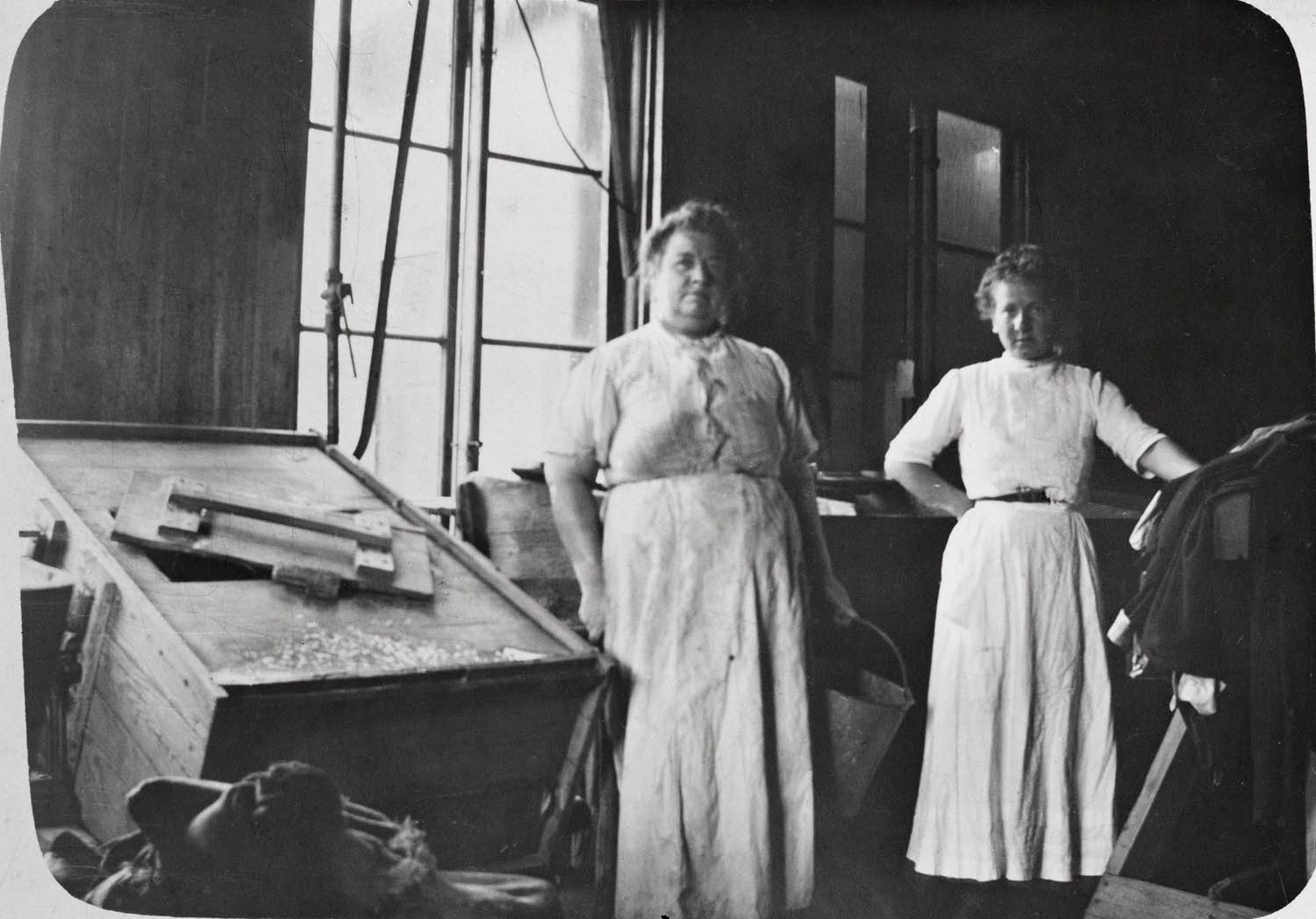
Två kvinnor på tvätteriet i Saltsjöbaden, tidigt 1900-tal.

Ett villkor för att Hesselgren skulle få stipendium från Fredrika Bremer-förbundet var att hon också följde med de engelska inspektörerna ut på fältet. När hon följde med de engelska inspektörerna fick Hesselgren bevittna mycket dåliga arbetsförhållanden och sociala förhållanden i och runt fabrikerna, särskilt för kvinnorna. De slet hårt med bl.a. dålig belysning och undermåliga hygieniska villkor. De engelska inspektörernas viktigaste uppgift var att kontrollera att arbetsmiljö- och arbetsskyddslagar efterlevdes. De kvinnliga inspektörerna fick dessutom utstå mycket ilska från arbetsgivare som ansåg att kvinnor inte skulle komma och ha synpunkter på deras fabriker. Arbetet innebar resor till vitt skilda verksamheter, främst industrier och fabriker av olika slag. Under tiden i England fick Hesselgren följa med på tvätterier, repfabriker, leksaksfabriker, arbetsplatser där kvinnor tillverkade tegel utomhus, m.m. Det kunde vara mycket långa arbetsdagar som började tidigt på morgonen och slutade på natten, för att kunna upptäcka arbetsgivare som bröt mot lagar om nattarbete. Vanligt var att yrkesinspektörerna arbetade 20 timmar om dagen, tre dagar i veckan.

## Socialt arbete
Kerstin Hesselgren återvände så småningom till Sverige med en sanitary inspector-examen (ungefär yrkes- och bostadsinspektör) från Bedford College och var fast besluten att bygga upp en fungerande yrkesinspektion för att förbättra arbetsmiljön även för de svenska kvinnorna. I Londons slum hade Hesselgren lärt känna filantropen Octavia Hill, som genom att överta hus och låta de fattiga hyresgästerna själva underhålla och reparera husen frångick den traditionella passiva välgörenheten för att i stället ägna sig åt hjälp till självhjälp. Genom Hill blev Hesselgren bekant med Settlementrörelsen, som kom att inspirera henne i hennes framtida sociala arbete och verksamhet, bland annat vid den kvinnliga medborgarskolan i Fogelstad.
Under tiden som föreståndarinna på hushållsskolan engagerade Hesselgren sig i Centralförbundet för Socialt Arbete (CSA). Förbundet har i efterhand beskrivit henne som "en av de drivande krafterna inom CSA". Mellan 1906 och 1953 satt hon i styrelsen för CSA, 1946-1953 var hon även vice ordförande. När hon avslutade sin tid i styrelsen utsågs hon till hedersledamot. I arbetet med CSA var Hesselgren med och planerade de Utbildningskurser för praktiskt socialt arbete som förbundet initierade 1910. Hon undervisade även på kurserna. Utbildningskurserna kom 1921 att mynna ut i skapandet av Socialinstitutet (formellt känt som "Institutet för Socialpolitisk och kommunal forskning och utbildning"), där Hesselgren fortsatte att undervisa i bland annat yrkeshygien fram till 1947.

### Arbete som bostads- och skolköksinspektör

Kvarteret Eldaren i Vasastan, uppfört 1902–1903

Som en följd av ett lyckat föredrag för Läkarsällskapet i anknytning till hennes hemkomst från England, stöd från flera kvinnoorganisationer och en omfattande kampanj från Hesselgrens sida – hennes första politiska kampanj – om behovet av en bostadsinspektion, blev Kerstin Hesselgren 1906 Sveriges första kvinnliga bostadsinspektör med stationering i Stockholm. Att det blev just hon hade sannolikt sin grund i hennes nyförvärvade examen som bostadsinspektör, såväl som hennes sociala patos och kunskaper i hushållning, matlagning och hygien. Som bostadsinspektör var hennes uppdrag var att inspektera och åtgärda problemen i stadens bostäder, vilka ofta var i dåligt skick. Hon ville döma ut hela hus – ibland hela kvarter – som ovärdiga att bo i, vilket inte var realistiskt med tanke på dåtidens bostadsbrist. I stället fick hon försöka lära folk hur de skulle hålla bl.a. fukt, mögel och löss borta. Stadens äldre bostäder hade sina problem, men de nybyggda husen var sällan bättre. Stockholm växte fort vid tiden, inte minst i Vasastan och Birkastan och många hus blev bristfälligt uppförda. Ett vanligt problem var att husen hade för tunna väggar, vilket ledde till kalla bostäder och andra problem. I ett och samma husprojekt kunde flera byggmästare ha avlöst varandra, vartefter de gick i konkurs, något som förvärrade byggnadernas standard ytterligare. Vanliga problem var fukt, mögel, kyla och skadedjur.
Hon blev inte alltid väl mottagen av dem hon ville hjälpa, men hennes råd ledde ofta till förbättrade förhållanden. Som Sveriges första kvinnliga skolköksinspektör (från 1909) förbättrade hon hygienen i skolorna, ordnade barnbespisningar och arbetade för att förbättra skolkökslärarinnornas löner och arbetsvillkor. I rollen som skolköksinspektör anordnade hon även skollovskolonier. Hon såg till att Svenska skolkökslärarinnornas förening grundades 1906 och var ordförande i föreningen fram till 1913, efter vilket hon fortsatte att vara hedersordförande.

### Yrkesinspektör
År 1913 antog hon erbjudandet att bli Sveriges första kvinnliga yrkesinspektör, dock med en viss tvekan inför uppdraget. Hon skulle ha hela landet som arbetsfält för att förbättra de kvinnliga arbetarnas hårda levnadsvillkor och omsätta lagstiftarnas intentioner till verklighet. Hon använde sig av det hon lärt sig under utbildningen i England för att övervinna den ofta skeptiska inställningen hos dem hon ville hjälpa och även tveksamheten hos cheferna. Yrkesuppdraget var omfattande och krävande. Hon skulle arbeta för att förbättra boende, mat, hälso- och sjukvård, sparande, bidrags- och försäkringsväsende hos de kvinnliga arbetarna. I uppdraget ingick dessutom att höja arbetarna i "sedligt och intellektuellt avseende". Hesselgren lyckades förbättra villkoren till viss del för de kvinnliga arbetarna, trots det omfattande arbetsuppdraget och de hinder hon mötte.

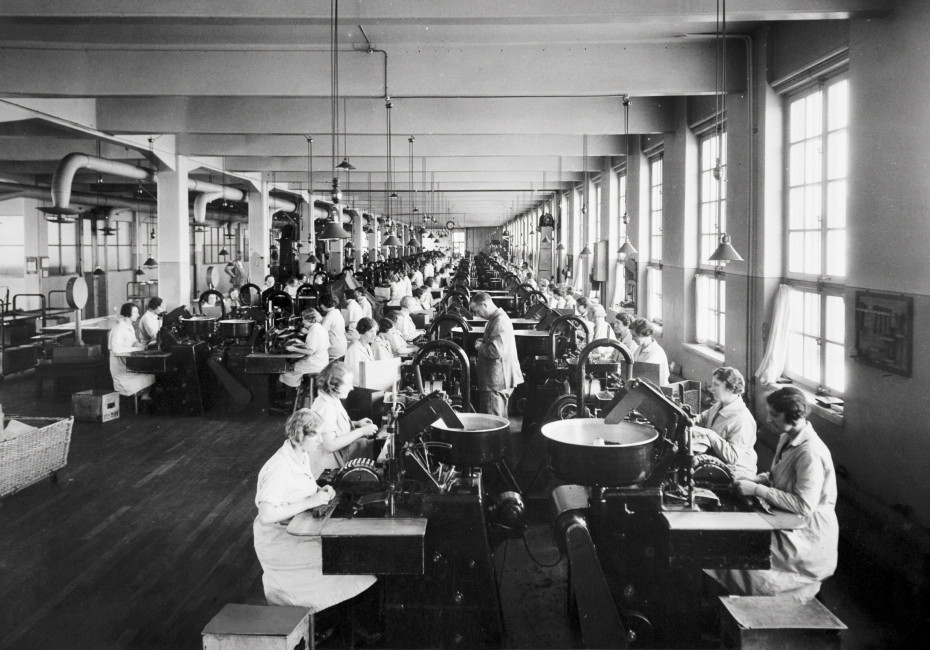
Kerstin Hesselgren såg till att Tobaksmonopolet anställde en fabrikssyster som kunde sörja för de anställdas sociala omsorg.

Något konkret Hesselgren arbetade med var att överföra idéer från den brittiska Settlement-rörelsen till svenska förhållanden. Det gjorde hon genom att tillsammans med bland andra Nathanael Beskow grunda hemgårdar, där kurser, föredrag och diskussioner kunde hållas.
Hesselgren fick även Tobaksmonopolets direktör Oscar Wallenberg att anställa dels en fabrikssyster (från 1921 personalkonsulent) i form av Herta Svenson, dels Ester Låftman som föreståndarinna för intressekontoret på monopolets fabrik i Stockholm. Idén med personalkonsulenter hade Hesselgren stött på under sin utbildning i England, där det fanns flera fabriker som hade anställt "social secretaries". Särskilt en fabrik - Robertsons marmeladfabrik i London - imponerade på Hesselgren som upplevde att personalkonsulenterna bidrog till vad hon benämnde som "den allmänna känslan av trevnad och arbetsglädje".
Fabrikssystrar var anställda vid arbetsplatser där många kvinnor arbetade och de sysslade med diverse sociala frågor kopplat till arbetet. I exemplet Tobaksmonopolet arbetet så småningom till att företaget startade daghem, fritidshem, hemgård, konvalescenthem, m.m. Tobaksmonopolets exempel gjorde att fler företag följde efter och anställde egna personalkonsulenter. På Hesselgrens initiativ sammanslöt sig sedan personalkonsulenterna till föreningen Socialarbetare inom industri- och affärsvärld - SAIA, och Hesselgren blev dess första ordförande. SAIA blev senare Sveriges HR-förening.

## Arbete i riksdagen

### Valet 1921
I början av 1900-talet var Kerstin Hesselgren till stor del upptagen av sitt yrkesliv, men kom att mer och mer engagera sig politiskt. 1910 kandiderade hon för de frisinnade i valet till stadsfullmäktige i Stockholm, dock utan att bli vald. Hon var från 1917 aktiv i det liberala kvinnoförbundet Frisinnade kvinnor och 1922 – året efter att det ombildades till riksförbund – valdes hon till ordförande, en post hon behöll till 1946. 

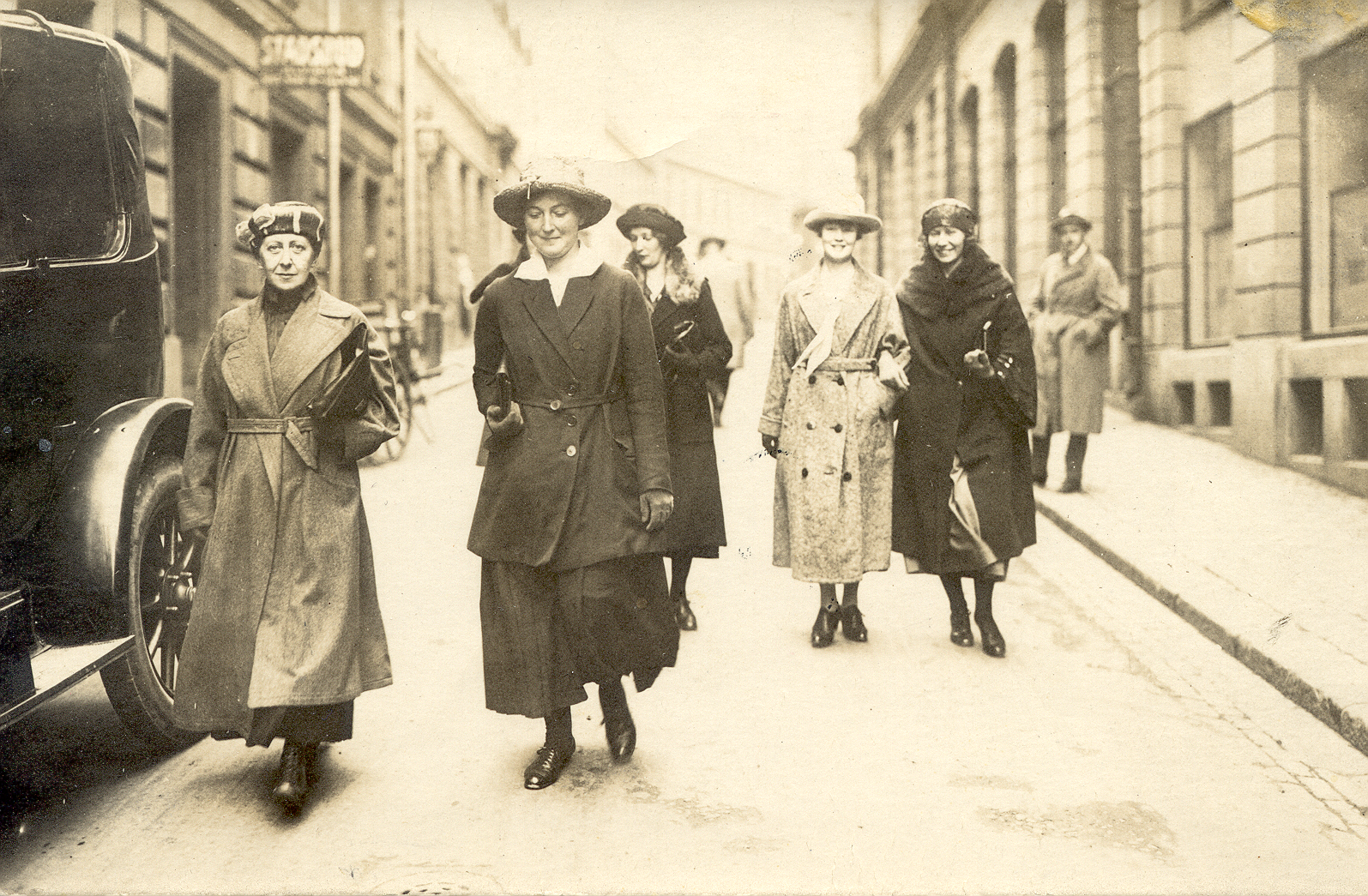
Kvinnor på väg att rösta i riksdagsvalet 1921, första valet där kvinnor fick kandidera och rösta

Inför riksdagsvalet 1921, det första riksdagsval då kvinnor fick rösta och kandidera på nationell nivå, tillfrågades Hesselgren av Liberala samlingspartiet i Stockholm om hon ville bli deras kvinnliga kandidat till andra kammaren, som en ”gest mot den nya tiden” och inte nödvändigtvis för att bli vald. Efter viss tvekan inför frågan tackade hon så småningom ja. Det var dock inte nomineringen från Stockholm som fick henne vald till riksdagen, utan en nominering från Göteborgs-Postens redaktör Edvard Alkman till första kammaren för Göteborgs räkning. Det var Hesselgrens rykte som erfaren yrkeskvinna med omfattande sociala yrkeskunskaper, som gjorde att hon vid 50 års ålder nominerades och valdes in till första kammaren. Detta skedde med hjälp av både frisinnade och socialdemokratiska röster. När elektorerna i Göteborg den 12 september 1921 hade lagt sina röster stod det lika mellan Hesselgren och en annan kandidat, vilket ledde till en lottdragning som föll ut till fördel för Hesselgren. Själv var hon helt omedveten om nomineringen från Göteborg och fick först reda på resultatet när hon satt på tåget från Lysekil och läste i tidningen att hon som första kvinnan valts till Sveriges riksdag. Att flera partier från olika läger gick samman om att välja en förstakammarledamot var inte ovanligt, särskilt inte om partierna själva inte hade tillräckligt med elektorsröster för att kunna välja en ledamot i de indirekta valen till första kammaren.

### Partitillhörighet
Som riksdagsledamot anslöt hon sig till en början till Frisinnade landsföreningens riksdagsgrupp, Liberala samlingspartiet. När det liberala partiet splittrades 1923 ville hon inte ta ställning mellan de två partibildningarna utan tog sig, tillsammans med ett par andra liberala ledamöter, beteckningen "frisinnad vilde" (fv). När de liberala partierna återförenades till Folkpartiet år 1934 kvarstod hon som frisinnad vilde fram till 1938, då hon anslöt sig till Folkpartiets riksdagsgrupp och tog Folkpartiets partibeteckning. Under sin tid i riksdagen satt Hesselgren 1921–1925 i första kammaren för Göteborgs stads valkrets, för att mellan 1926 och 1934 representera Örebro läns valkrets. I slutet av 1934 fick Hesselgren lämna riksdagen och första kammaren eftersom det nybildade Folkpartiets röster inte räckte till hennes mandat. Hon saknade riksdagsuppdraget, och 1936 ställde hon upp i valet till andra kammaren på Folkpartiets lista och valdes in. I kommunalvalen i Stockholm 1938 kom hon även in i stadsfullmäktige, lanserad av Kommittén för ökad kvinnorepresentation.
Inför valet 1940 ansågs Hesselgren vara för gammal av Folkpartiet för att kunna fortsätta på sin riksdagsplats. En mindre och radikalare grupp inom partiet, Stockholms frisinnade medborgarförening, satte dock upp Hesselgren på en särlista utan partiets stöd. Därefter valdes hon in på ytterligare fyra år i andra kammaren, efter vilket hon avslutade sin tid i riksdagen vid 72 års ålder.
I riksdagen var hon mellan 1939 och 1944 vice ordförande i andra lagutskottet i riksdagen, vilket gjorde henne till den första kvinnan i ett utskottspresidium i Sveriges riksdag.
Hon var den första kvinnan i första kammaren och den enda kvinnan där fram till Anna Sjöström-Bengtsson 1943 och Gärda Svensson 1945.

### Motioner, debatter och politiska frågor i riksdagen

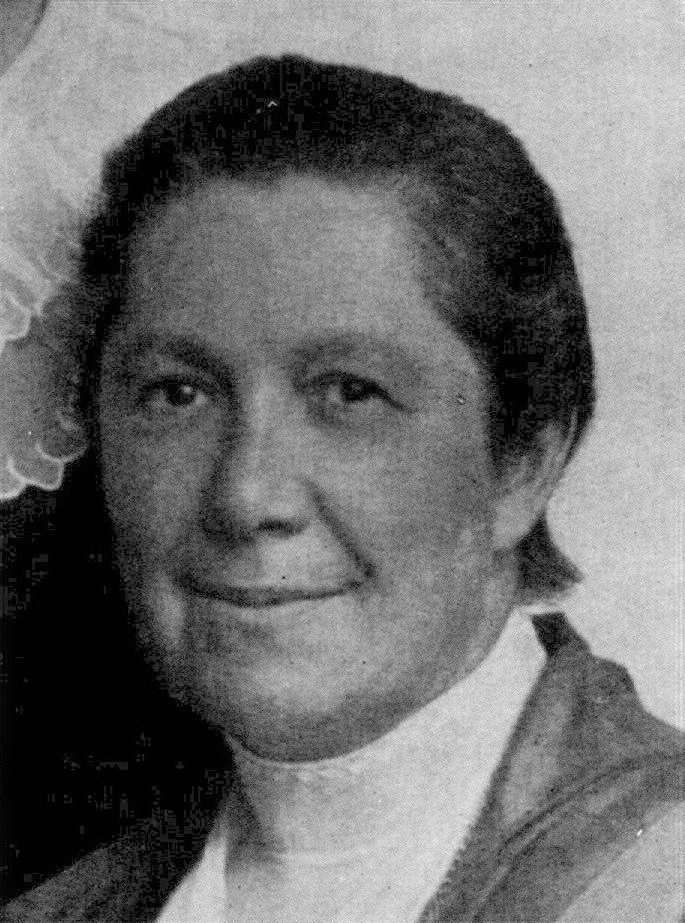
Emilia Broomé kom att bli en mentor till Kerstin Hesselgren i hennes politiska arbete

Som yrkesinspektör var särskilt frågor om kvinnors arbetsliv och utbildning viktiga för henne att driva i riksdagen. Många av Hesselgrens motioner i riksdagen handlade om kvinnors rätt till lika lön för lika arbete och inte minst om tillgången till statliga tjänster. Hon var tillsammans med sin politiska mentor Emilia Broomé en nyckelperson i förverkligandet av behörighetslagen 1923. Behörighetslagen gav kvinnor tillgång till statliga tjänster på samma villkor som män, om än med vissa förbehåll. I praktiken kom behörighetslagen inte att tillämpas så som det var tänkt. Lagtexten uttryckte principen om "lika lön i samma befattning", men lagen var i praktiken tandlös. Detta skedde genom att män och kvinnor fick olika yrkestitlar med olika lönegrader och att diskrimineringen av kvinnor på arbetsmarknaden tog sig nya – och mer indirekta – uttryck. Lagen blev alltså både ett steg mot ett jämställt yrkesliv, samtidigt som det medförde nya former av diskriminering.
Utöver en mer jämlik arbetsrätt strävade Hesselgren även mot att förbättra och förnya svensk socialpolitik. Hon var mycket kritisk mot lösdriverilagen, som hon ansåg användes som ett vapen mot prostituerade och andra utsatta. Hesselgren argumenterade för att det var bättre att stötta frivilligorganisationer som arbetade med t.ex. prostitution eller alkoholmissbruk, än att straffa alkoholister och prostituerade. En annan fråga Hesselgren engagerade sig i var frågan om preventivmedel. 1910 hade preventivlagen trätt i kraft som förbjöd offentlig upplysning av preventivmedel. Som en reaktion mot lagen och de problem som bristande sexualupplysning medförde, skrev Hesselgren tillsammans med socialdemokraterna Olivia Nordgren och Agda Östlund 1929 en motion om att införa sexualupplysning, samt att revidera preventivlagen. De ville även se över straffen för abort.
När Hesselgren 1937 gick över till riksdagens andra kammare så fortsatte hon att vara en aktiv motionär. Hon drev frågor om jämlika arbetsvillkor för män och kvinnor och införande av sexualundervisning. Hennes engagemang för mödravården, barnbidrag och moderskapspenning drev på omfattande förändringar mot det som idag kallas föräldraförsäkring. 1939 skrev hon en motion tillsammans med flera andra kvinnor där de bl.a. argumenterade för resebidrag för att mindre bemedlade kvinnor på landsbygden skulle kunna betala kostnader för barnmorskor vid hemfödslar. I samband med andra världskrigets utbrott 1939 kritiserade Hesselgren och Ruth Gustafsson Sveriges flyktingpolitik. De ansåg att Sverige skulle ta emot fler än de 3 000 flyktingar landet dittills tagit emot, särskilt de som var "raspolitiskt hotade". De argumenterade även för att de flyktingar som kom till Sverige skulle få yrkesundervisning och kuratorstöd.

## Internationell politik

### ILO
Kerstin Hesselgrens politiska gärning omfattade även en internationell karriär. Från 1919 och fram till andra världskriget medverkade hon som sakkunnig och delegat vid Internationella arbetsorganisationens (ILO) konferenser. Som sakkunnig intresserade hon sig för arbetsförhållanden och arbetsmarknadsfrågor i USA, och väckte även medial uppmärksamhet där. Under 1920- och 30-talen i ILO arbetade Hesselgren inte minst med frågor kopplat till arbetsskydd för kvinnor och barn, till exempel rörande nattarbete, hälso- och sjukvård och minimilöner för grupperna. 1946 blev hon som ordförande i en ILO-kommitté som skulle utreda vilka möjligheter det fanns för kvinnor att få arbete efter andra världskriget.

### Nationernas Förbund
Hesselgren var även aktiv i Nationernas förbund (inte minst under 1930- och 1940-talen), där hon först agerade som sakkunnig och mellan 1928 och 1946 även som svensk delegat. När hon valdes in i NF kom hon först till förbundets sociala utskott, något hon tidvis var missnöjd över. Som hon såg det blev utskottet en plats dit "alla kvinnor stoppas", samtidigt som hon intresserade sig för de frågor rörande hygien som utskottet hanterade.

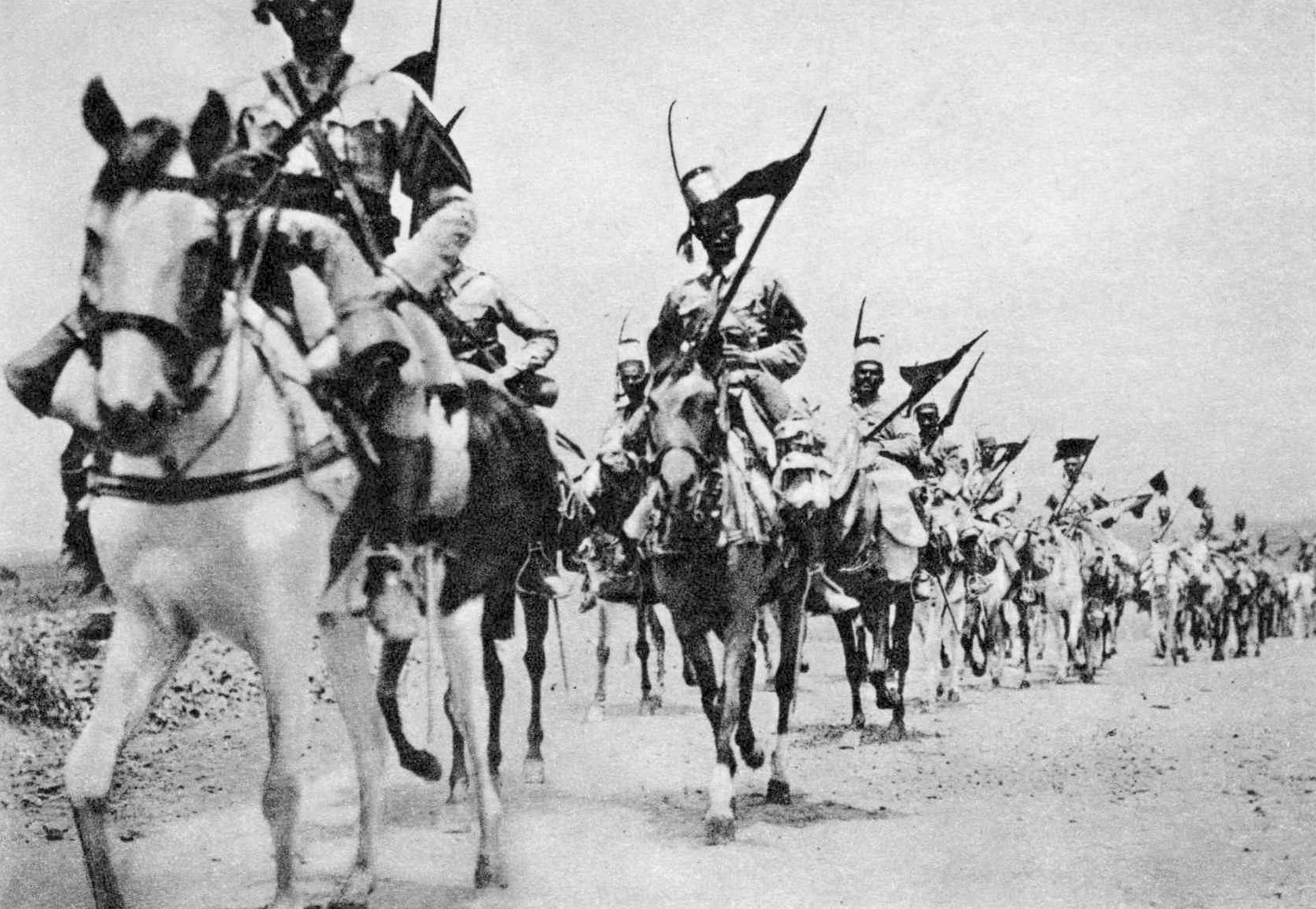
Italien invaderade Abessinien i oktober 1935, något som Hesselgren fördömde i Nationernas förbund året därpå.

Den händelse i NF som kanske gjorde Hesselgren mest känd för sin samtid var när hon 1936 talade mot det fascistiska Italiens angrepp på Abessinien (nuvarande Etiopien). Ledaren för Abessinien, kejsaren Haile Selassie, talade i NF och sökte stöd för landets fortsatta existens. Som åhörare påverkades Hesselgren av Selassies tal och begärde själv ordet, trots att den svenske utrikesministern också skulle tala. I sitt tal kritiserade hon Nationernas förbund för sin handfallenhet inför Italiens angreppskrig och uppmuntrade kvinnor till protest mot kriget. I talet kopplade Hesselgren ihop låga födelsetal i västvärlden med kriget och frågade retoriskt: "Hur kunde kvinnor önska föda barn till en värld så osäker, så hopplös!".
Talet återgavs i internationell press, bland annat i USA, Storbritannien och Frankrike, utöver Sverige. Det inspirerade både till en scen i Elin Wägners roman Dialogen och troligen även till en amerikansk pjäs vid namn Refuse to be born.

### Övriga uppdrag
1925 blev hon vald till ordförande i organisationen International Industrial Relations Institute (IRI). Det var en organisation som huvudsakligen arbetade för mer humana villkor i industrin, men som även kom att arbeta för planhushållning i ekonomin, delvis inspirerat av Sovjetunionens samhällsekonomi.

## Fogelstad och Tidevarvet

### Fogelstadgruppen

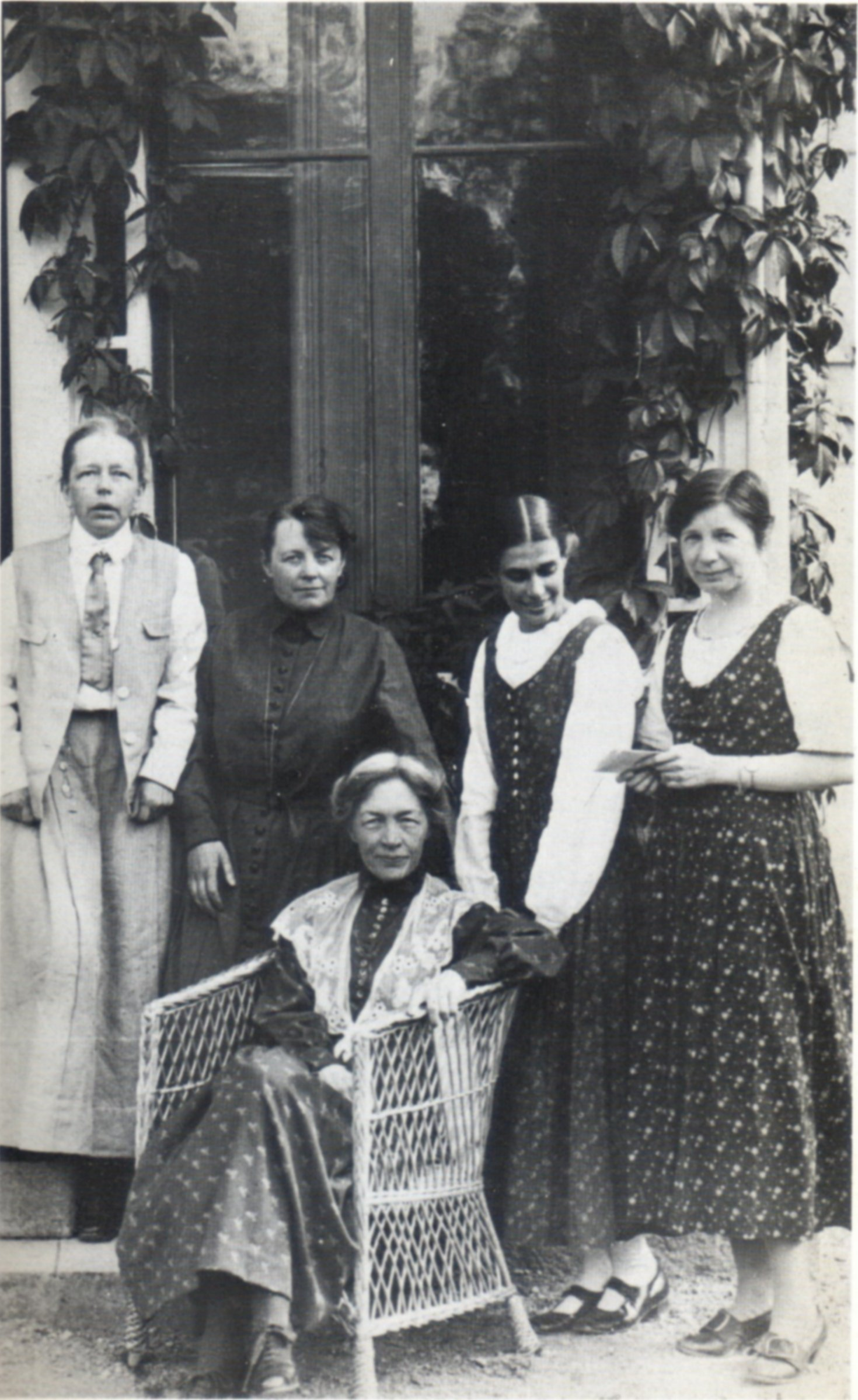
Fogelstadgruppen med stående från vänster Elisabeth Tamm, Ada Nilsson, Honorine Hermelin och Elin Wägner. Sittande: Kerstin Hesselgren.

Kerstin Hesselgren bildade 1922 tillsammans med Elisabeth Tamm, Honorine Hermelin, Elin Wägner och Ada Nilsson vad som kom att bli känt som Fogelstadgruppen. Namnet kom av att gruppen möttes på Elisabeth Tamms gods Fogelstad i Julita socken, Södermanland. Fogelstadgruppen utvecklade inom kort två huvudsakliga projekt: dels etablerandet av den kvinnliga medborgarskolan i Fogelstad, dels skapandet av tidningen Tidevarvet. Kerstin Hesselgren engagerade sig i båda projekten, om än i något olika utsträckning. 
Första gången Hesselgren kom i kontakt med Fogelstad och ägaren Elisabeth Tamm var 1906, när Tamm bjöd in Hesselgren (vid tillfället nytillträdd bostadsinspektris) för att hålla ett föredrag. Mötet kom bland annat att leda till en lång vänskap mellan Tamm och Hesselgren. 1916 återkom Hesselgren till Fogelstad för att anordna yrkesutbildning i samarbete med Elisabeth Tamm och Honorine Hermelin. Bakgrunden var den höga arbetslösheten under första världskriget, särskilt bland kvinnor som arbetade i textil- och tobaksindustrin. Efter en förfrågan från Hesselgren om en arbets- och sommarkoloni, tackade Tamm ja till erbjudandet.

### Kvinnliga medborgarskolan
Hesselgren var 1922 med och tog beslut om "Urkursen", dvs. den första kursen för medborgarskolan och satt mellan 1925-1944 som ordförande i medborgarskolans förtroenderåd. Inte minst var hon en regelbundet återkommande föreläsare på medborgarskolans kurser, främst utifrån sin expertis i socialarbete. På kursen 1929 föreläste hon bland annat om arbetet med Nationernas förbund. Ett flertal av Kerstin Hesselgrens vänner som Herta Svensson, Elsa Brändström, Elsa Björkman-Goldschmidt och Emilia Fogelklou kom också själva att undervisa på medborgarskolan.
Hesselgren och Honorine Hermelin kom att som ordförande i förtroenderådet, respektive rektor, arbeta mer aktivt i medborgarskolan jämfört med arbetet i Tidevarvet. Både Hesselgren och Hermelin uttryckte att en fördel med medborgarskolan var mötet med kvinnor från alla grupper i samhället, över klass- och partigränser. Tidevarvet ansåg de hade tydligare karaktär av ett partiorgan, något Hesselgren och Hermelin ville komma bort från.

#### Pedagogiska idéer

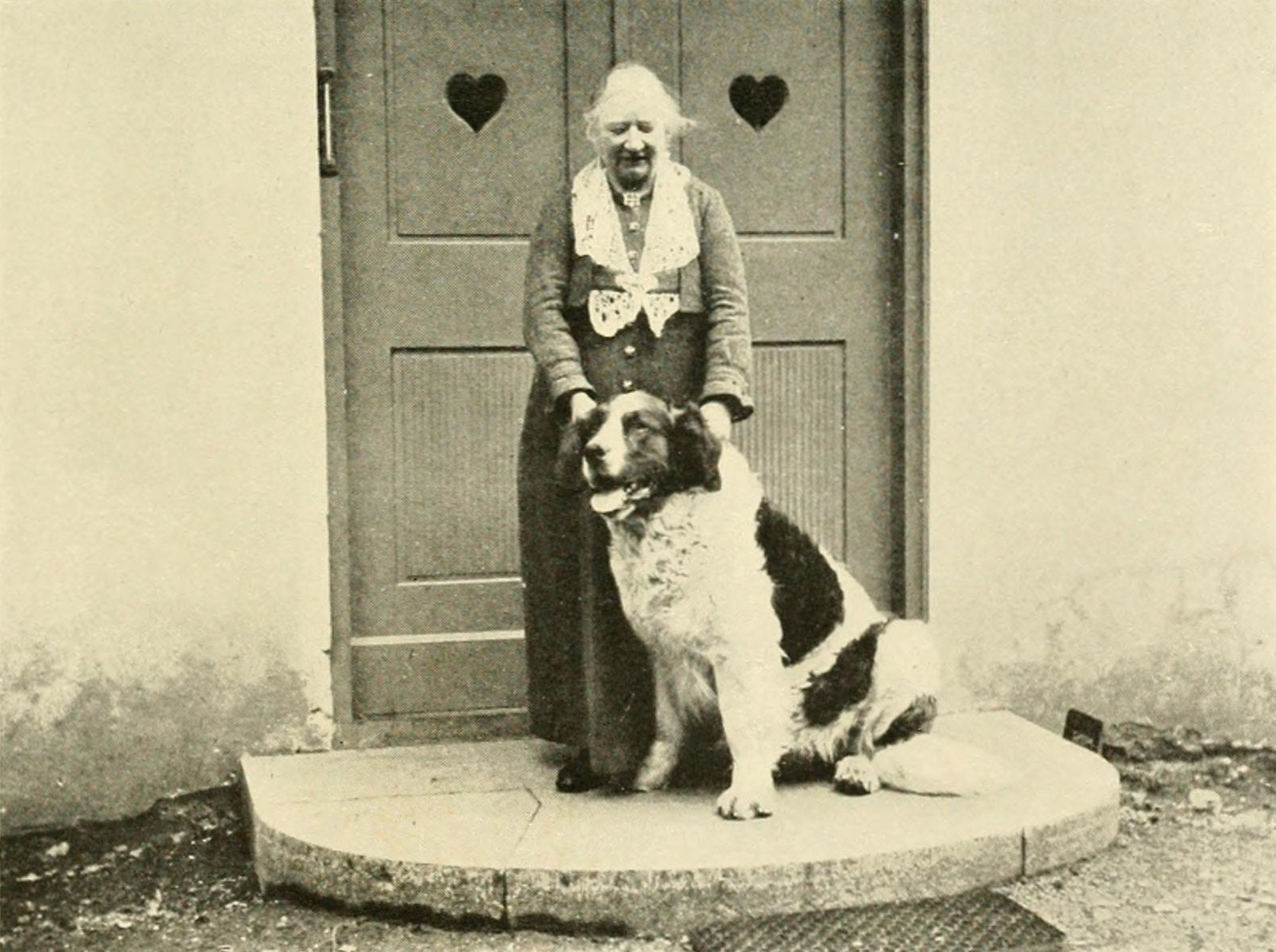
Ellen Key och hennes idéer om pedagogik kom att influera kvinnliga medborgarskolans metoder och kurser.

Pedagogiken på Fogelstad karaktäriserades av nytänkande och kritik mot en mer auktoritär skolform som var vanlig i Fogelstadgruppens samtid. Särskilt skolans rektor, Honorine Hermelin, var inspirerad av Ellen Key, Anna Sandström och Oscar Olsson i sina pedagogiska idéer. En högre nivå på grundutbildning för alla var något man såg som önskvärt. På medborgarskolan experimenterade man därför med olika metoder som läxfri undervisning, grupparbeten och egen framställning från kursdeltagarna både i skriftlig och muntlig form. Man använde sig också av olika typer av rollspel, särskilt på initiativ av Ebba Holgersson.
En annan aspekt av undervisningen på Fogelstad handlade om relationen mellan lärare och deltagare. Kursdeltagarna kallades - och sågs - just som kursdeltagare, snarare än elever. Synsättet handlade om att den pedagogiska processen sågs som dubbelriktad, föreläsare och kursdeltagare ansågs lära sig lika mycket av varandra. Representationen av deltagare från olika yrken, utbildningsbakgrunder och klasser sågs också som en viktig komponent i framgångsrika kurser. Lärare och socialarbetare, precis som industriarbetare, var vanligt förekommande deltagare på Fogelstad. Särskilt många arbetare från Svenska tobaksmonopolet kom att delta på medborgarskolans kurser, med anledning av kopplingarna till Hesselgren och Fogelstadgruppen genom fabrikssystern Herta Svensson.

### Tidevarvet
1923 startade tidningen Tidevarvet upp, initierat av framför allt Elin Wägner, som ett sätt för Frisinnade kvinnors riksförbund att nå ut med sina idéer och sitt program. I Tidevarvet förekom Hesselgren då och då som skribent, 1924 skrev hon exempelvis en text som kritiserade den politiska kulturen och politikers egenintresse. Inom Fogelstadgruppen fanns det en arbetsfördelning om vem som skrev om vilka frågor. Medan Honorine Hermelin skrev om utbildning, Elisabeth Tamm om jordfrågor och Ada Nilsson om hälsa och sexualitet, skrev Hesselgren framför allt om arbetsrätt och olika sociala frågor. Tillsammans med Ada Nilsson skrev Kerstin Hesselgren om frågor kopplat till sexualitet, barn och föräldraskap, till exempel om mödravård, preventivmedel, prostitution och frågor kopplat till faderskap. Hesselgrens - och Elisabeth Tamms - politiska arbete i riksdagen, beskrevs också ingående med referat av tal, motioner och andra händelser.

En av Tidevarvets sista stora frågor innan avvecklingen 1936 handlade om fred. En aktion 1935, som döptes till Kvinnornas vapenlösa uppror mot kriget, involverade Hesselgren såväl som Elin Wägner och Ada Nilsson. Bakgrunden var en artikel skriven av Amelie Posse i Tidevarvet om situationen i Tjeckoslovakien, som hotades av anfall från Hitlers Nazityskland. En namninsamling, initierad av Wägner, resulterade i 20 000 underskrifter. Uppmärksamheten i pressen var också stor, där tal av Ada Nilsson och Kerstin Hesselgren från kommittémöten refererades i olika dagstidningar.

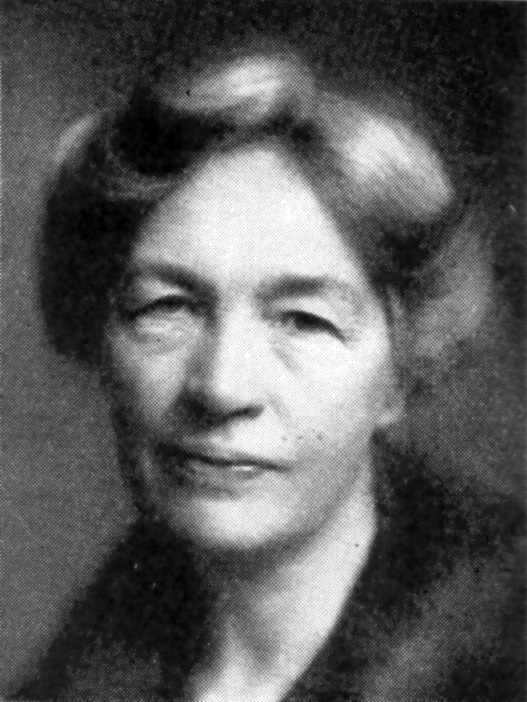
Kerstin Hesselgren, fotografi runt 1938.

## Kerstin den Första
Smeknamnet "Kerstin den Första" fick Hesselgren för att hon var en föregångare på många områden. Hon var den första kvinnan i Sveriges riksdag (första kammaren), den första kvinnan i Sveriges delegation till Internationella arbetsorganisationen (ILO), samt en av de första svenska kvinnorna i Nationernas Förbund (NF). Hon var en av de första kvinnorna att åtnjuta nya utbildningsmöjligheter för flickor, den första kvinnan som arbetade som yrkesinspektör, bostadsinspektör och skolköksinspektör i Sverige. Hon var även mycket framstående i olika sociala rörelser och kvinnoorganisationer, såsom föreningen Frisinnade kvinnor (Svenska Kvinnors Vänsterförbund) och medborgarskolan vid Fogelstad.

## Eftermäle
Kerstin Hesselgren har på olika sätt lämnat avtryck från sin sociala och politiska gärning. Till hennes minne inrättade riksdagen 1987 en gästprofessur i hennes namn, Kerstin Hesselgren-professuren. Den första innehavaren av professuren var den brittiska statsvetaren Carole Pateman 1988-1989.
I Hesselgrens hemstad Hofors har hon uppmärksammats på ett flertal sätt. Hembygdsgården har ordnat ett särskilt rum till hennes minne; Hanssons konditori på orten har skapat en Kerstin-bakelse. Sedan 1988 finns det ett Kerstin Hesselgren-sällskap i Hofors som firar "Kerstin-dagen" den 24 juli varje år. 2012 invigdes en staty över henne i Hofors; hon har fått en gata uppkallad efter sig i Hofors och i Fruängen finns Kerstin Hesselgrens park.
Efter att Liberalerna öppnat för samarbete med Sverigedemokraterna 2021 startade kritiker upp ett nätverk kallat Kerstin Hesselgrens-Akademin. Nätverket ska utveckla socialliberalismens idéer, och enligt grundarna var det Hesselgrens starka socialliberala värderingar och livslånga arbete för bildning och demokrati som gjorde att hon fick namnge dem.

## Utmärkelser
- Illis quorum (5:e storleken), 1918[97]
- Illis quorum (12:e storleken), 1947[97]